# Светъл лагер
Светлият лагер (на английски: pale lager, light lager) е светла бира, тип лагер, със светъл сламенозлатист цвят и характерен лек аромат на хмел и малц. Алкохолно съдържание: 3,2 – 6 %

## Видове
Светлият лагер (Light lager) се произвежда в следните разновидности:
- Лек американски лагер (Lite American Lager). Бира с ниска плътност и калоричност. Отличава се със светъл сламен до светлозлатист цвят. Течността е прозрачна. Свеж и сух вкус с незначителна сладост. Лек аромат на хмел и малц. При производството се използва ечемичен малц и до 40 % оризов или царевичен. Алкохолно съдържание: 3,2 – 4,2 %. Типични търговски марки са: Miller Lite, Bud Light, Coors Light, Amstel Light;
- Стандартен американски лагер (Standard American Lager). Стандартен лагер за масовия пазар. Отличава се със светъл сламен до светлозлатист цвят. Течността е прозрачна. Свеж и сух вкус с незначителна сладост. Лек аромат на хмел и малц. При производството се използва ечемичен малц и до 40 % оризов или царевичен. Алкохолно съдържание: 4,2 – 5,1 %. Типични търговски марки са: Miller High Life, Budweiser, Kirin Lager, Molson Golden, Corona Extra, Foster's Lager;
- Американски премиум лагер (Premium American Lager). Има по-силен и изразен вкус в сравнение с лекия и стандартния лагер. Отличава се със светъл сламен до светлозлатист цвят. Течността е прозрачна. Свеж и сух вкус с незначителна сладост. По-силен аромат на хмел и малц. При производството се използва ечемичен малц и до 25 % оризов или царевичен. Алкохолно съдържание: 4,7 – 6 %. Типични търговски марки са: Miller Genuine Draft, Michelob, Coors Extra Gold, Heineken, Beck's, Stella Artois, Singha.
- Мюнхенски светъл лагер или Мюнхнер Хелес(Münchner Helles). Създадено е през 1895 г. в Мюнхен в пивоварната „Spaten“ от Габриел Зеделмайер (Gabriel Sedlmayr) с цел да конкурира бирите от типа пилзнер. Хелес е малцова, не много сладка бира, с акцент върху малцовия вкус и лека хмелна горчивина. Цветът варира от средно жълт до светлозлатист; течността е прозрачна, образува кремаво-бяла пяна. Бирата е леко сладка, с малцов привкус и аромат. Алкохолно съдържание: 4,7 – 5,4 %. Типични търговски марки са: Hacker-Pschorr Munchner Helles, Paulaner Premium Lager, Spaten Premium Lager, Andechser Hell, Augustiner Lagerbier Hell, Weihenstephaner Original, Stoudt's Gold Lager;
- Дортмундер експорт (Dortmunder Export). Местна бира от района на Дортмунд. Вари се с висока начална плътност, в сравнение с други светли лагери, което дава плътно малцово тегло, подчертано от хмелна горчивина. Думата „експорт“ означава силата на бирата по немския закон за бирените налози. Тази бира е прозрачна, с от светло до тъмнозлатист цвят. Малцът и хмелът са балансирани, с лека сладост във вкуса, с умерен аромат на немски или чешки благороден хмел. Алкохолно съдържание: 4,8 – 6 %. Типични търговски марки са: DAB Export, Dortmunder Union Export, Dortmunder Kronen, Ayinger Jahrhundert, Great Lakes Dortmunder Gold, Saratoga Lager, Dominion Lager, Gordon Biersch Golden Export.